# Шоша (Конаковский район)
Шо́ша — деревня в Конаковском районе Тверской области. Входит в состав Вахонинского сельского поселения.
Находится в 18 километрах к юго-западу от города Конаково, менее чем в 1 км от берега Иваньковского водохранилища. В 5 км от автодороги «Москва — Санкт-Петербург» (поворот у Мокшино).

## Население
| 2010 |
| ---- |
| 53   |

## История

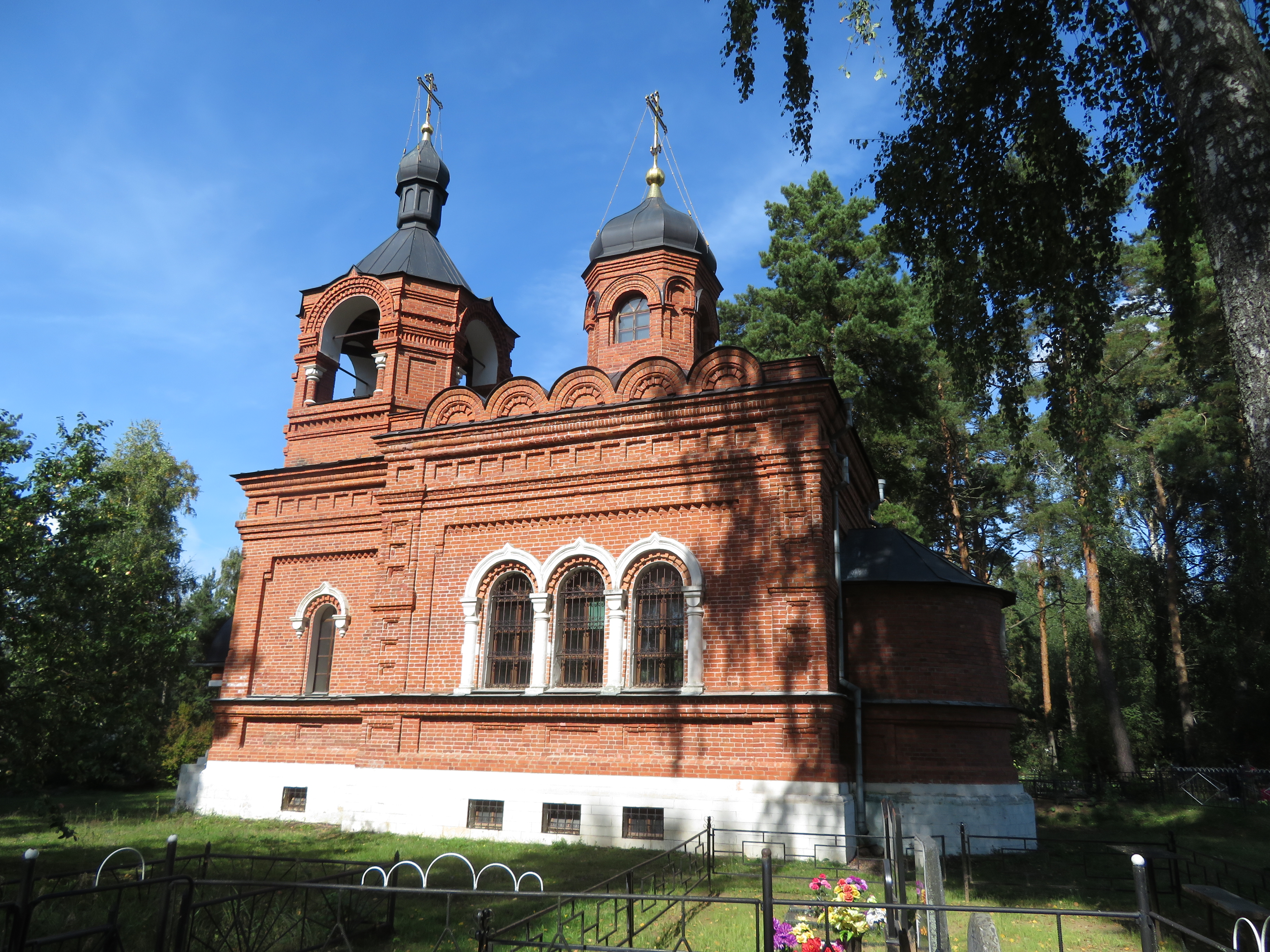
Церковь Никиты мученика. 2019 год

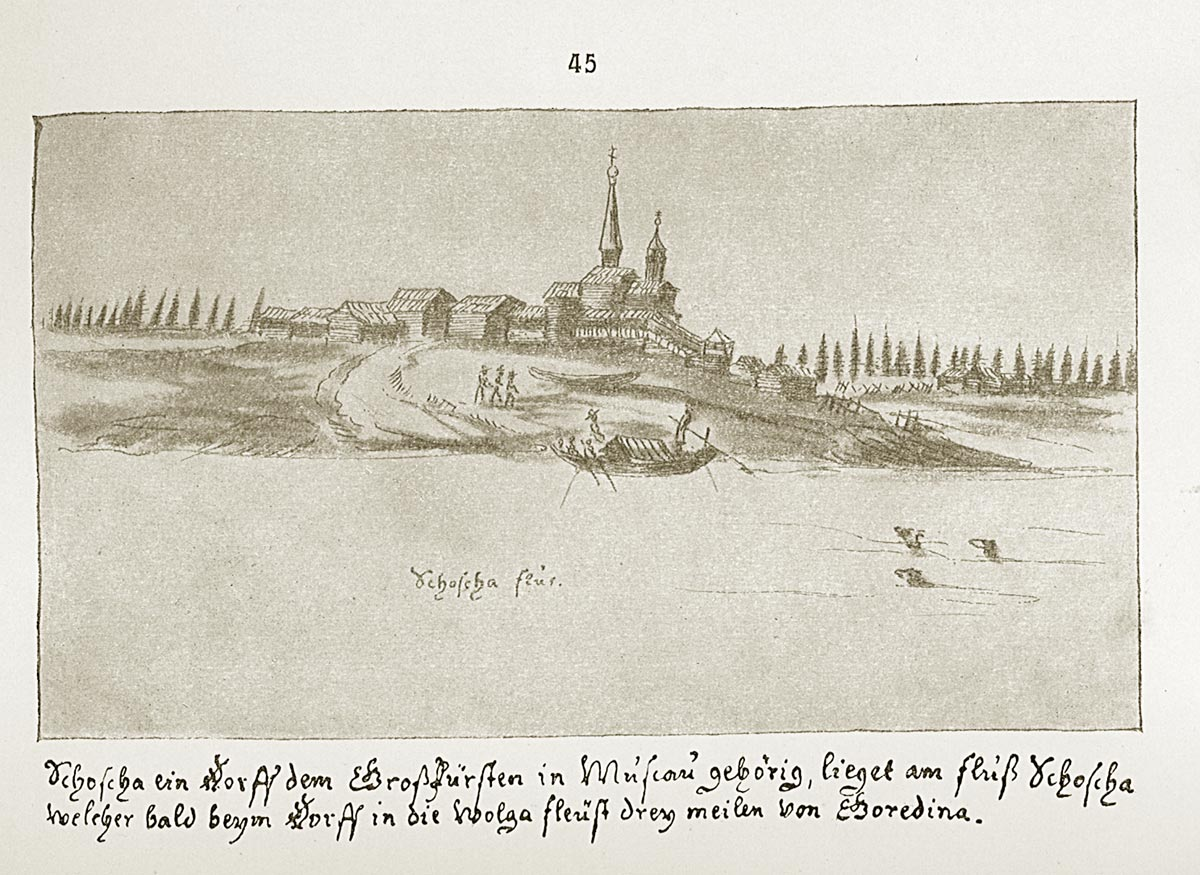
Шоша в 1661 году. Рисунок художника бывшего в свите Мейерберга

Деревня возникла в 1936 году, когда в ходе строительства Иваньковского водохранилища было расселено село Воскресенское (Шоша), располагавшееся на месте впадения реки Шоши в Волгу (1 км к северу от современной деревни). Перевезенные на новое место дома жителей села образовали новую деревню, получившую название Шоша. Основная часть села не была затоплена водохранилищем, и в 1958 году на этом месте строится рыболовно-охотничья база для сотрудников дипломатических представительств.
Владельческое село Воскресенское, что на Шоше Клинского уезда Московской губернии. В 1859 году в нём 59 дворов, 420 жителей, православная церковь, волостное правление.
По реке Шоше проходила граница Московской губернии, за рекой напротив села, в Тверском уезде Тверской губернии деревня Низовка (также расселённая в 1936 году). В ней родился и умер крестьянский поэт Спиридон Дрожжин.
В годы Великой Отечественной войны в ходе боевых действий деревня Шоша была сожжена (ноябрь 1941 года). В 1970-80-е годы деревня в составе совхоза «Шошинский». В 1997 году в ней 21 хозяйство, 64 жителя.